# Prêmio Emmy Internacional de melhor programa de entretenimento sem roteiro
O Emmy Internacional de Melhor Programa de Entretenimento sem Roteiro (em  inglês: International Emmy Award for Best Non-Scripted Entertainment) é concedido pela Academia Internacional das Artes e Ciências Televisivas (IATAS) durante a cerimônia dos Emmy Internacionais. Esta categoria reconhece produções de entretenimento não roteirizadas que foram inicialmente produzidas e exibidas fora dos Estados Unidos.

## Regras e regulamentos
O Emmy Internacional de Melhor Programa de Entretenimento sem Roteiro é concedido a programas originais episódicos, tanto de ficção quanto de não ficção, com episódios com duração de meia hora na televisão. É possível enviar vários episódios como uma única inscrição, totalizando aproximadamente 20-30 minutos (por exemplo, 2 episódios de 10 minutos cada). Para séries com episódios com menos de 10 minutos, devem ser submetidos três (3) episódios.

## Resumo
| N° de vitórias | País          |
| -------------- | ------------- |
| 10             | Reino Unido   |
| 4              | Austrália     |
| 3              | Bélgica       |
| 2              | Países Baixos |

## Vencedores e indicados
| Ano            | Vencedor                                                | País                                        | Emissora               |
| Década de 2000 | Década de 2000                                          | Década de 2000                              | Década de 2000         |
| -------------- | ------------------------------------------------------- | ------------------------------------------- | ---------------------- |
| 2003           | Without Prejudice?                                      | Channel 4                                   | Reino Unido            |
| 2003           | Caiga Quien Caiga                                       | Cuatro Cabezas                              | Argentina              |
| 2003           | Home on Their Own                                       | ITV                                         | Reino Unido            |
| 2003           | Me lo dices o me lo cuentas                             | Telemadrid                                  | Espanha                |
| 2004           | Brat Camp                                               | Channel 4                                   | Reino Unido            |
| 2004           | Wife Swap                                               | Channel 4                                   | Reino Unido            |
| 2004           | Caiga Quien Caiga                                       | Cuatro Cabezas                              | Argentina              |
| 2004           | Greg le millionnaire                                    | TF1                                         | França                 |
| 2005           | Top Gear                                                | BBC                                         | Reino Unido            |
| 2005           | Caiga Quien Caiga                                       | Cuatro Cabezas                              | Argentina              |
| 2005           | FC Zulu                                                 | TV 2 Zulu                                   | Dinamarca              |
| 2005           | Borat TV Special                                        | Channel 4                                   | Reino Unido            |
| 2006           | Ramsay's Kitchen Nightmares                             | Channel 4                                   | Reino Unido            |
| 2006           | Big Brother Brasil 6                                    | TV Globo                                    | Brasil                 |
| 2006           | Supernanny                                              | Channel 4                                   | Reino Unido            |
| 2006           | The Strict School of the Fifties                        | ZDF                                         | Alemanha               |
| 2007           | How Do You Solve a Problem like Maria?                  | BBC                                         | Reino Unido            |
| 2007           | Caiga Quien Caiga                                       | Eyeworks                                    | Argentina              |
| 2007           | Catalogue Autumn                                        | RTVE                                        | Espanha                |
| 2007           | Takeshi Kitano presents Comaneci University Mathematics | Fuji Television                             | Japão                  |
| 2008           | The Big Donor Show                                      | BNN                                         | Países Baixos          |
| 2008           | Caiga Quien Caiga                                       | Eyeworks                                    | Argentina              |
| 2008           | Canada's Next Great Prime Minister                      | CBC Television                              | Canadá                 |
| 2008           | Inverno Severo (厳冬)                                   | Tokyo Broadcasting System                   | Japão                  |
| 2009           | The Phone                                               | Park Lane TV                                | Países Baixos          |
| 2009           | The Amazing Race Asia 3                                 | AXN Asia/ActiveTV Asia                      | Singapura              |
| 2009           | Historia Extrema                                        | History Channel                             | Argentina              |
| 2009           | I'm a Celebrity...Get Me Out of Here!                   | ITV                                         | Reino Unido            |
| Década de 2010 |                                                         |                                             |                        |
| 2010           | Caiga Quien Caiga                                       | Cuatro Cabezas                              | Argentina              |
| 2010           | Heston's Feasts                                         | Channel 4                                   | Reino Unido            |
| 2010           | Remembering School                                      | KRO/Screentime Ent.                         | Holanda                |
| 2010           | Run for Money                                           | Fuji Television                             | Japão                  |
| 2011           | The World's Strictest Parents                           | BBC                                         | Reino Unido            |
| 2011           | The Master Show                                         | KBS                                         | Coreia do Sul          |
| 2011           | El Hormiguero                                           | 7 y accion                                  | Espanha                |
| 2011           | La Expedicion - Mas alla de lo imposible                | Fundación Teletón/Televisa                  | México                 |
| 2012           | The Amazing Race Australia                              | Seven Network                               | Austrália              |
| 2012           | The Challenger Muay Thai                                | AXN Ásia                                    | Singapura              |
| 2012           | El Hormiguero                                           | Antena 3                                    | Espanha                |
| 2012           | Planeta Extremo                                         | TV Globo                                    | Brasil                 |
| 2013           | Go Back to Where You Came From                          | SBS                                         | Austrália              |
| 2013           | MasterChef South Africa                                 | M-Net                                       | África do Sul          |
| 2013           | Dear Neighbors Help Our Daughter Find Love              | Keshet Broadcasting                         | Israel                 |
| 2013           | Reto al Chef 2                                          | Fox Telecolombia                            | Colômbia               |
| 2014           | Educating Yorkshire                                     | Channel 4                                   | Reino Unido            |
| 2014           | MasterChef China                                        | Dragon Television                           | China                  |
| 2014           | Missie Mosango                                          | Geronimo Productions                        | Bélgica                |
| 2014           | O Infiltrado                                            | History Channel                             | Brasil                 |
| 2015           | 50 Ways to Kill your Mammy                              | Sky1                                        | Reino Unido            |
| 2015           | Barones de la Cerveza                                   | NGC Latin America                           | Argentina              |
| 2015           | Flying Doctors                                          | Geronimo                                    | Bélgica                |
| 2015           | MasterChef South Africa                                 | M-Net                                       | África do Sul          |
| 2016           | Allt för Sverige                                        | Meter Television/SVT                        | Suécia                 |
| 2016           | Adotada                                                 | Formata Produções/MTV                       | Brasil                 |
| 2016           | Gogglebox                                               | Studio Lambert                              | Reino Unido            |
| 2016           | I Can See Your Voice                                    | CJ E&M/Signal Entertainment                 | Coreia do Sul          |
| 2017           | Sorry voor alles                                        | VRT/Warner Bros Television                  | Bélgica                |
| 2017           | Escuela para Maridos                                    | Fox Latin America/Fox Telecolombia          | Colômbia               |
| 2017           | Taskmaster                                              | Avalon Television                           | Reino Unido            |
| 2017           | Fan Pan Tae Super Fan                                   | TBC/Workpoint Entertainment                 | Tailândia              |
| 2018           | Hoe Zal Ik Het Zeggen?                                  | Shelter                                     | Bélgica                |
| 2018           | Masterchef Australia                                    | Endemol Shine                               | Austrália              |
| 2018           | The Masked Singer                                       | Thai Broadcasting Company                   | Tailândia              |
| 2018           | Top Chef Mexico                                         | Sony Pictures Television/Cinemateli         | México                 |
| 2019           | The Real Full Monty: Ladies' Night                      | Spun Gold TV                                | Reino Unido            |
| 2019           | La Voz... Argentina                                     | Telefe                                      | Argentina              |
| 2019           | Taboe                                                   | Panenka                                     | Bélgica                |
| 2019           | The Remix                                               | Greymatter Entertainment                    | Índia                  |
| Década de 2020 |                                                         |                                             |                        |
| 2020           | Old People's Home for 4 Year Olds                       | Endemol Shine                               | Austrália              |
| 2020           | Canta Comigo                                            | RecordTV/Endemol Shine                      | Brasil                 |
| 2020           | Folkeopplysningen                                       | Teddy TV                                    | Noruega                |
| 2020           | MasterChef Tailândia                                    | Heliconia H Group Company                   | Tailândia              |
| 2021           | The Masked Singer                                       | Bandicoot Scotland/ITV                      | Reino Unido            |
| 2021           | Da's Liefde!                                            | Shelter                                     | Bélgica                |
| 2021           | I-Land                                                  | CJ ENM/Mnet                                 | Coreia do Sul          |
| 2021           | ¿Quién es la Máscara?                                   | Televisa/EndemolShine                       | México                 |
| 2022           | Love on the Spectrum                                    | Northern Pictures/ABC/Netflix               | Austrália              |
| 2022           | La Voz Argentina                                        | Telefe                                      | Argentina              |
| 2022           | LOL: Last One Laughing Germany                          | Constantin Entertainment/Amazon             | Alemanha               |
| 2022           | Top Chef Middle East                                    | NBCUniversal                                | Emirados Árabes Unidos |
| 2023           | A Ponte: The Bridge Brasil                              | Warner Bros. Discovery/Endemol Shine Brasil | Brasil                 |
| 2023           | Hôtel du Temps: Dalida                                  | Mediawan/Ardimages                          | França                 |
| 2023           | Love by A.I.                                            | TBS Television/Smart Dog Media              | Japão                  |
| 2023           | The Great British Bake Off                              | Love Productions                            | Reino Unido            |
| 2024           | Restaurant Misverstand                                  | Roses Are Blue/Red Arrow/VRT                | Bélgica                |
| 2024           | Die Brug                                                | Red Pepper Pictures/kykNET                  | África do Sul          |
| 2024           | Me Caigo De Risa                                        | TelevisaUnivision                           | México                 |
| 2024           | The Summit                                              | Endemol Shine/Nine Network                  | Austrália              |